# Acraea rogersi
Acraea rogersi är en fjärilsart som beskrevs av William Chapman Hewitson 1873. Acraea rogersi ingår i släktet Acraea och familjen praktfjärilar. Inga underarter finns listade i Catalogue of Life.